# Lars Tingström
Lars Tingström, né à Visby le 24 mars 1934, mort le 16 avril 1993, est un électronicien et entrepreneur suédois, condamné à la réclusion criminelle à perpétuité pour deux attentats à la bombe perpétrés à Stockholm, dont il a toujours nié être l'auteur.
Il est tout d'abord condamné en 1979 à quatre ans de prison ferme pour avoir envoyé une lettre piégée, avant d'être condamné à la prison à vie en 1984 pour trois explosions visant des institutions d'État, commises en 1982 et 1983. Il est toutefois innocenté dans deux des quatre affaires, à la suite de requêtes en appel et en révision. Jusqu'à sa mort en prison en 1993, il tente d'obtenir la révision de ses deux condamnations restantes.
Après son décès, son avocat Pelle Svensson se déclare pourtant convaincu de sa culpabilité : Tingström lui aurait avoué en privé être à l'origine des quatre explosions. Plus remarquable encore, selon Svensson, Tingström aurait affirmé dans son testament avoir commandité l'assassinat d'Olof Palme, le Premier ministre suédois tué d'une balle de revolver le 28 février 1986.

## Avant la première affaire
Lars Tingström nait à Visby le 24 mars 1934. Au terme de ses études, il travaille tout d'abord comme menuisier à Gotland, mais après son service militaire, il s'installe à Stockholm et entame une carrière dans l'électronique. Après une dizaine d'années, il est embauché par l'une des grandes entreprises suédoises du secteur. Au début des années 1970, il crée avec d'anciens collègues sa propre société, mais ses associés se retirent rapidement, et il reste seul maitre à bord. En janvier 1976, la société est mise en liquidation, et le mois suivant Tingström est déclaré en faillite personnelle.
Durant l'été 1976, il investit 80 000 couronnes dans l'entreprise Prox Kalkylator, dirigée par Bo Hussner. Mais la société fait faillite dès le mois d'octobre, et les nombreux investisseurs, dont Tingström, perdent leurs mises. Tingström dépose une plainte contre Bo Hussner pour escroquerie, sans obtenir gain de cause.

## La lettre piégée
Un jour de janvier 1977, Bo Hussner est sérieusement brulé lorsqu'une lettre distribuée par la poste lui explose dans les mains. Il passe plusieurs semaines à l'hôpital. Les enquêteurs, qui suspectent une possible vengeance d'un investisseur malheureux de Prox Kalkylator, interrogent en particulier Tingström, qui nie toute implication et est relâché faute de preuve.
L'affaire Hussner reste non-élucidée pendant deux années, avant de rebondir de façon fortuite en 1979. Tingström vit alors avec sa concubine Anita à Ingarö, dans la commune de Värmdö. Le 30 avril, un de ses voisins appelle la police pour se plaindre d'un bris de vitre : Tingström aurait tiré un coup de fusil dans un de ses carreaux. Les policiers se présentent au domicile du suspect, et lui demandent s'il est en possession d'une arme à feu. Immédiatement, Tingström s'empare d'un revolver et fait feu sur l'un des policiers. L'arme se révèle factice, mais la plaisanterie n'est pas du goût des policiers, qui interpellent Tingström et perquisitionnent son domicile.
Pendant la perquisition, les policiers découvrent une pièce souterraine cachée, construite par Tingström au fond de son jardin. Là, ils mettent au jour 20 kg d'explosif, 359 détonateurs, de la poudre noire et du matériel de distillation. Les policiers mettent aussi la main sur une machine à écrire, qui aurait été utilisée pour rédiger l'adresse sur la lettre envoyée à Bo Hussner. Accusé d'être l'auteur de la lettre piégée, Tingström est condamné par le tribunal de Nacka à cinq ans d'emprisonnement, peine réduite à quatre ans par la cour d'appel de Svea. Emprisonné à la prison de Kumla, il est libéré le 17 septembre 1981, après avoir purgé la moitié de sa peine.

## Les attentats
Le 16 juillet 1982, une explosion survient au domicile du procureur Sigurd Dencker dans la banlieue de Stockholm. Le petit-ami de la fille du procureur, âgé de 18 ans, est tué, et la maison est entièrement ravagée par les flammes. Selon les techniciens de la police scientifique, l'explosion a été causée par une bombe artisanale, mélange d'explosif et de clous de 60 mm. Pensant à une possible vengeance d'un justiciable condamné par le procureur, les enquêteurs parcourent les dossiers dont il a eu la responsabilité, et tombent ainsi sur le nom de Tingström. Celui-ci est doublement intéressant, car non seulement Sigurd Dencker était procureur lors de son premier procès en 1979, mais il s'agissait déjà à l'époque d'une affaire d'explosif. Tingström est entendu par les enquêteurs, mais il présente un alibi solide : il était à Damas, en Syrie, au moment des faits.
Le 22 février 1983, une employée est tuée dans une explosion au centre des impôts de Södermalm à Stockholm. Alors qu'elle est en pause pour fumer une cigarette, son attention se porte sur une mallette qui semble abandonnée. Elle s'en empare et l'ouvre, vraisemblablement à la recherche d'éléments permettant d'en identifier le propriétaire. La détonation est immédiate. Une seconde personne est blessée. Les similitudes avec l'explosion du 16 juillet 1982 sont clairement établies : l'explosif utilisé est le même, et là encore, on retrouve des clous de 60 mm. Une nouvelle fois, Tingström est suspecté, d'autant plus qu'il a des démêlés avec le fisc, mais une nouvelle fois, il apparait qu'il était en Syrie au moment de l'explosion.
Le 8 août 1983, c'est une autre administration d'État, l'agence de recouvrement de Nacka, qui est la cible d'un attentat. Cette fois-ci, la présence d'une mallette abandonnée est signalée à la police, qui fait évacuer les locaux. Un policier fait feu sur la mallette, qui explose sans faire de victime. La bombe se révèle de construction identique à celle du centre de impôts de Södermalm, le détonateur étant relié d'une part à un réveil, d'autre part à une alarme automobile.

## Enquête
À cette série de trois attentats à la bombe survenus dans la capitale suédoise, s'ajoute l'explosion du restaurant Fontainebleau le 31 décembre 1982, dont il sera toutefois établi qu'elle n'a aucun lien avec les autres affaires. La police Stockholmoise est sur les dents, et une équipe spéciale d'enquêteurs est mise en place sous la direction du commissaire Lennart Thorin, qui reviendra quelques années plus tard sur le devant de la scène en prenant la direction de l'enquête sur l'homme au laser.
Les policiers sont mis sur la piste d'un break Volvo bleu, immatriculé en « JZZ », et dont la présence suspecte est signalée par plusieurs témoins après l'attentat au centre des impôts de Södermalm. À Ingarö, dans le voisinage de Tingström, on dit avoir également vu un break Volvo bleu, immatriculé « JZZ 249 ». Ce véhicule est alors en possession d'un ami de Tingström, un certain Hannu Hyttinen. L'homme est interrogé par les enquêteurs, qui le relâchent toutefois rapidement faute de preuve. Tingström et Hyttinen sont placés sous écoute et sous surveillance permanente. Les enquêteurs interceptent ainsi des conversations qu'ils jugent particulièrement troublantes, où il est question de « fêter Noël ensemble », de « préparer la bouillie », de « se procurer 4 ou 5 litres de lait » et « un paquet de beurre ». Pour les enquêteurs il est en fait question, en langage codé, de la fabrication d'une nouvelle bombe.
Le 22 décembre 1983, les policiers postés au pied de l'immeuble où vit Hyttinen à Tensta, dans la banlieue de Stockholm, aperçoivent dans l'appartement une série de flashs lumineux, suivis d'une violente explosion. Hyttinen vient de perdre la vie dans l'explosion d'un engin explosif qu'il était lui-même en train de mettre au point. Le lendemain, Tingström est interpellé et écroué. Les policiers perquisitionnent son domicile d'Ingarö, mais dans la fameuse pièce souterraine dont l'existence est connue depuis 1979, ils ne retrouvent rien d'autre que du matériel d'écoute et de distillation. Tingström est relâché le 28 décembre, mais le 3 janvier, lors de nouvelles fouilles à son domicile, les enquêteurs mettent au jour 7 kg d'explosif. Cette fois, le lien entre Tingström et les trois attentats à la bombe est clairement établi. Il est mis en examen et écroué.

## Condamnation
Tingström est jugé rapidement au début de l'année 1984. Selon l'accusation, il a lui-même posé la bombe au domicile du procureur Dencker, juste avant de prendre l'avion pour Damas. C'est par contre Hyttinen qui a posé les deux autres bombes, mais les deux hommes étaient complices. Le 8 mars 1984, Tingström est reconnu coupable pour sa participation aux trois attentats, et il est condamné à la prison à vie pour meurtre et tentative de meurtre.
Tingström fait appel et choisit un nouvel avocat, Pelle Svensson . La nouvelle procédure va se poursuivre jusqu'à la fin de l'année 1985. Le 20 décembre, la cour d'appel de Svea condamne Tingström à la prison à vie pour sa participation aux attentats commis au domicile du procureur Dencker et à l'agence de recouvrement de Nacka. Il est par contre acquitté pour l'explosion du centre des impôts de Södermalm.

## Révision
Avant même le jugement de Tingström en appel, une révélation vient jeter le discrédit sur l'ensemble de la procédure judiciaire : d'après des écoutes téléphoniques réalisées de façon illégale par Tingström lui-même, le procureur Sigurd Dencker, qui officiait lors de sa première condamnation dans l'affaire de la lettre piégée, entretenait à l'époque une relation intime avec Anita, la concubine de Tingström. Plus troublant encore : lors du procès, Anita avait été appelée à témoigner par l'accusation – c'est-dire par Dencker lui-même. La première conséquence de ce scandale est que Dencker, qui est réprimandé publiquement par le chancelier de justice, doit quitter ses fonctions de procureur de Nacka.
Tingström demande la révision de son premier procès, et finit par obtenir gain de cause. En 1990, il est rejugé et acquitté par la cour d'appel dans l'affaire de la lettre piégée. La cour constate en particulier que les amorces retrouvées chez Tingström ne sont pas identiques à celles utilisées dans la lettre, que la salive retrouvée sur l'enveloppe ne correspond pas à celle de Tingström, et que les explosifs retrouvés à son domicile ont été fabriqués après l'envoi de la lettre à Bo Hussner. Mais surtout, d'autres suspects ont été identifiés : trois frères, dont un est compétent dans le domaine des explosifs, et qui ont eux aussi investi à fonds perdus dans Prox Kalkylator. Les trois frères ne seront toutefois jamais inquiétés par la justice suédoise.

## Décès
L'acquittement de Tingström dans l'affaire de la lettre piégée laisse entrevoir une possible révision pour les deux affaires pour lesquelles il reste condamné et écroué, à savoir l'explosion survenue au domicile du procureur Dencker, et celle de l'agence de recouvrement de Nacka. Parmi les éléments à charge présents au dossier dans ces deux affaires, figurait en effet en bonne place sa condamnation dans une affaire similaire quelques années auparavant.
Mais au début des années 1990, Tingström est atteint d'un cancer et son état de santé se dégrade rapidement. Il introduit des demandes de grâce, qui sont rejetées, et les demandes de révision n'aboutissent pas. Il décède en prison le 16 avril 1993, après avoir toujours clamé son innocence.

## Révélations posthumes
Après la mort de Tingström, son avocat Pelle Svensson se lance dans une série de déclarations fracassantes. Il affirme tout d'abord que, même s'il a publiquement toujours défendu l'innocence de son client, il est en réalité intimement convaincu de sa culpabilité. Svensson dit avoir été frappé, dès les années 1980, par la haine et la colère qui habitaient Tingström, et l'avoir dès lors su capable de commettre les actes qui lui étaient reprochés. Mais surtout, à l'approche de sa mort, Tingström lui aurait fait un certain nombre de révélations, lui avouant petit à petit être à l'origine des quatre explosions, et même de la mort de Hyttinen, qu'il aurait lui-même provoquée.
En 1996, Pelle Svensson revient sur le devant de la scène, avec des informations encore plus sensationnelles : dans son testament, rédigé sur son lit de mort, Tingström aurait affirmé avoir commandité l'assassinat d'Olof Palme, le Premier ministre suédois tué d'une balle de revolver le 28 février 1986. Lors de sa première incarcération dans les années 1970, Tingström a en effet fait la connaissance de Christer Pettersson, détenu lui aussi à la même époque pour un meurtre commis en 1974. Après l'assassinat de Palme, Pettersson fait figure de principal suspect, et en 1989 il est jugé et condamné en première instance, avant d'être acquitté en appel. Dans son testament, Tingström affirme avoir demandé à Pettersson d'abattre le Premier ministre, pour se venger de l'injustice dont il se disait victime.
À la suite de ces révélations, le ministère public dépose une demande de révision du procès de Pettersson auprès de la cour suprême, demande qui est toutefois rejetée en 1998.